# Cena golovy
Cena golovy je rusko-ukrajinský hraný film z roku 1992, který režíroval Nikolaj Iljinskij podle románu La Tête d'un homme Georgese Simenona. Snímek měl světovou premiéru 15. října 1992.

## Děj
Ve vile nedaleko Paříže je zavražděna bohatá Američanka a její služebná. Komisař Maigret se ujímá tohoto případu. Všechny důkazy nasvědčují tomu, že zločin spáchal dělník Joseph Ertin. Je zatčen a odsouzen k trestu smrti, ale komisař si je jistý, že došlo k omylu a vrahem je někdo úplně jiný.

## Obsazení
| Vladimir Samojlov     | komisař Maigret      |
| Valentinas Masalskis  | Jan Radek            |
| Lembit Ulfsak         | Joseph Erten         |
| Ivars Kalnins         | William Crosby       |
| Irina Tsyvina         | Ellen Crosby         |
| Ljubov Poličuk        | Charlotte            |
| Georgij Drozd         | vyšetřovatel Comello |
| Igor Slobodskoj       | inspektor Dufour     |
| Peteris Gaudins       | inspektor Janvier    |
| Helga Dancberga       | paní Henderson       |
| Nina Šarolapova       | služebná             |
| Nikolaj Zadneprovskij | vyděrač              |
| Stefanija Stanjuta    | žebrák               |
| Pjotr Benjuk          | doktor               |
| Juri Kritenko         | majitel restaurace   |